# Niedźwiedź (województwo zachodniopomorskie)
Niedźwiedź (niem. Barenbruch) – wieś ulicówka w Polsce położona w województwie zachodniopomorskim, w powiecie stargardzkim, w gminie Kobylanka nad Miedwinką.
W latach 1975–1998 miejscowość położona była w województwie szczecińskim.
Wieś Niedźwiedź jest położona 5 km na północny zachód od Kobylanki (siedziby gminy), 16 km na północny zachód od Stargardu (siedziby powiatu) oraz 10 km na wschód od Szczecina, na południe od linii kolejowej Stargard-Szczecin.

## Nazwa
Nazwa polska jest tzw. chrztem nazewniczym i jest tożsama z nazwą pospolitą niedźwiedź, kalkując tym samym pierwszy człon nazwy niemieckiej. Nazwa niemiecka, pierwszy raz wzmiankowana w 1754, ma charakter topograficzny i najpewniej pierwotnie była używana jako nazwa terenowa. Jest zrostem złożonym z dwóch członów: nazwy pospolitej Bär „niedźwiedź” i Bruch „moczar, trzęsawisko”.

## Historia
Pierwsza wzmianka na temat wsi pochodzi z 1754 roku. Założona została w XVIII wieku w miejscu wykarczowanych lasów książęcych w ramach kolonizacji fryderycjańskiej, realizowanej z inicjatywy króla Prus Fryderyka Wielkiego. 
W XIX wieku były czynne tu dwa wiatraki oraz szkoła, a w XX wieku zajazd. W centrum wsi i na jej zachodnim krańcu znajdowały się ewangelickie cmentarze (obecnie zdewastowane). Wieś przekształciła się w miejscowość o charakterze letniskowym ze względu na bliskie położenie Szczecina. W centrum znajduje się obelisk poświęcony ofiarom I wojny światowej pochodzącym z tej wsi.
Ośrodkiem życia religijnego wsi jest kaplica filialna pw. Matki Bożej Częstochowskiej należąca do Parafii Wniebowstąpienia Najświętszej Marii Panny w Reptowie. Kaplica zajmuje jedno skrzydło budynku. W drugim mieści się prywatne mieszkanie. Kaplica wybudowana została ok. 1930 r. Może pomieścić ok. 100 osób.
Na północny zachód, przy drodze do Zdunowa znajduje się leśniczówka Gajęcki Ług zbudowana w 1868 r., przy niej zlokalizowana była smolarnia. Na południe od Niedźwiedzia przy drodze krajowej nr 10 znajduje się druga leśniczówka – Morawsko. Zbudowano ją w 1872 roku wraz z karczmą. W pobliżu leśniczówki znajduje się zagajnik bukowy – Dziewięć misiów, uznany za pomnik przyrody. Według legendy w tej okolicy została upolowana ostatnia niedźwiedzica z dziewięciorgiem młodych żyjących w Puszczy Goleniowskiej.

Niedźwiedź
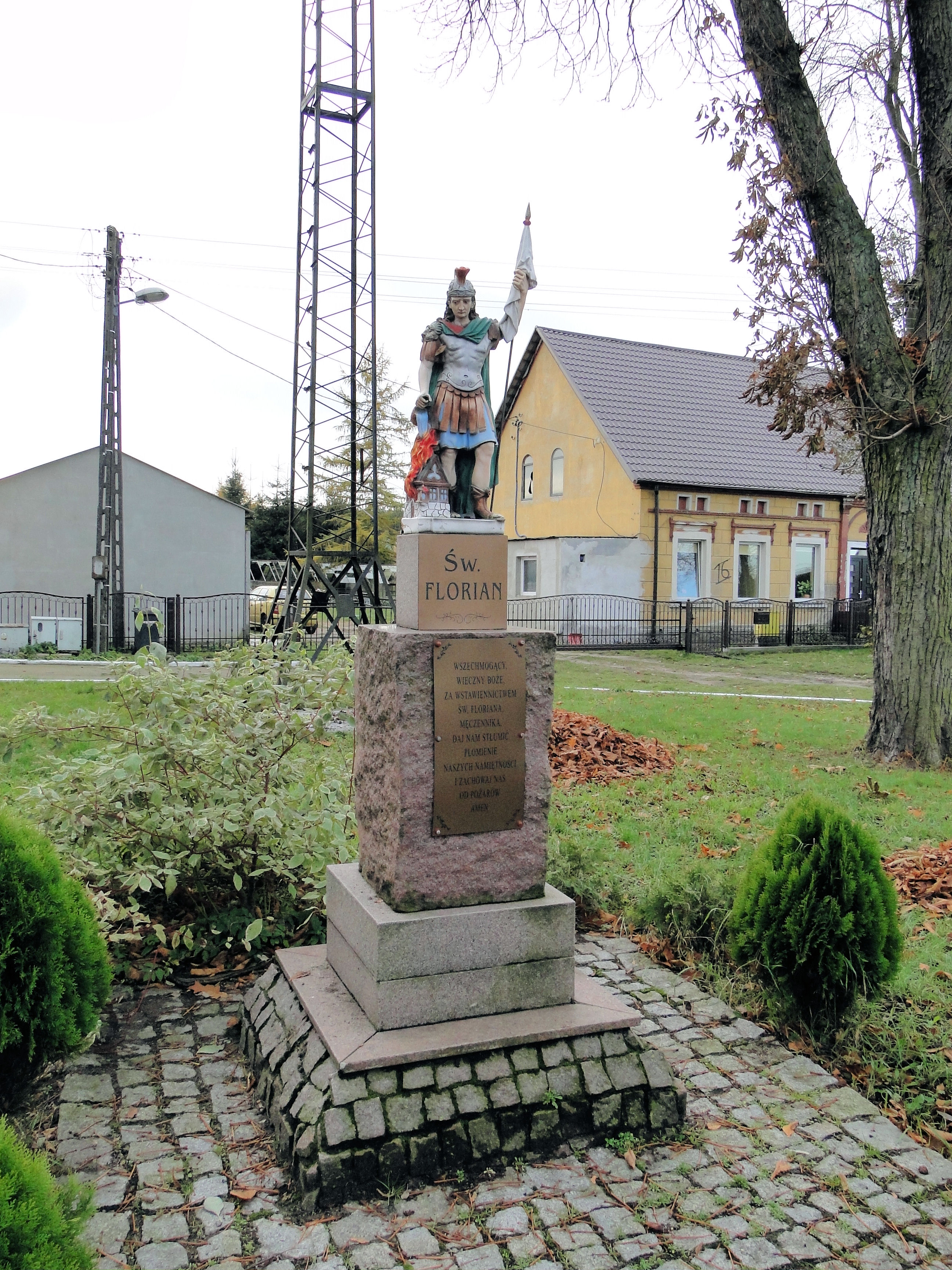
Figura św. Floriana
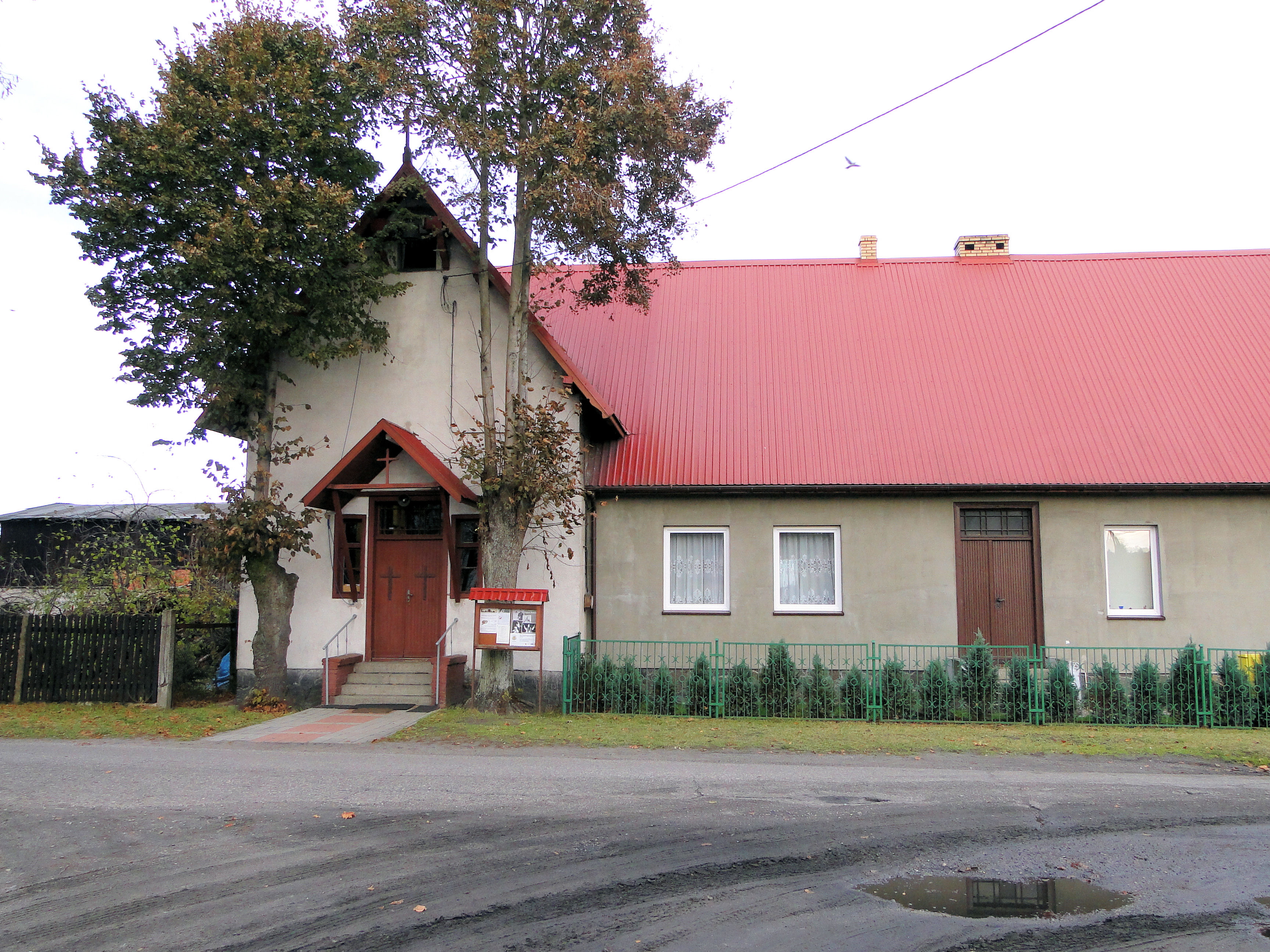
Kaplica
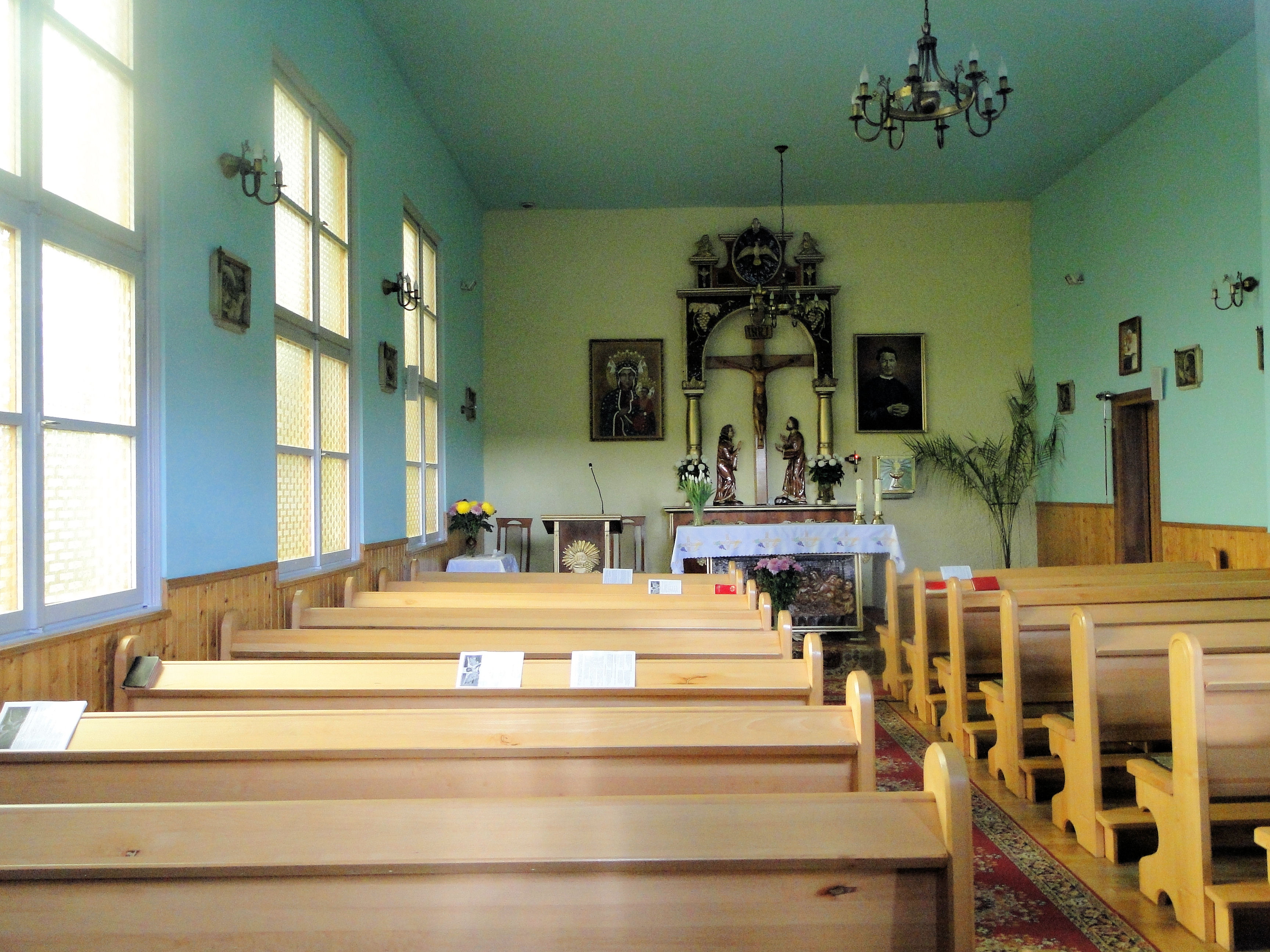
Wnętrze kaplicy